# Nørgaards Højskole
Nørgaards Højskole er en dansk folkehøjskole, der blev oprettet i 1955 og ligger i Bjerringbro i Midtjylland.
Oprindeligt blev skolen etableret i Hadsten i 1955 af ægteparret Arne og Johanne Nørgaard. Man lejede lokaler af Den Jydske Haandværkerskole, før skolen flyttede til sin nuværende lokalitet i Bjerringbro i 1972.
Nørgaards Højskole er en af de 36 almene folkehøjskoler med et bredt fagudbud. Der findes cirka 75 folkehøjskoler i Danmark.
Der udbydes halvårligt lange kurser (17-22 uger), hvor man kan vælge mellem en række hovedfag og valgfag. Sideløbende udbydes korte kurser (1-7 uger) året rundt.
En kæmpe sagnfigur bygget af træ vogter Nørgaard Højskole i Bjerringbro. Det er den 9,5 meter høje Gudar, som kunstneren Jørgen Glud skabte i 1991

## Forstandere
- 1955-1966 Arne Nørgaard
- 1966-1972 Jørgen Nørgaard[6]
- 1972-1975 Troels Haar Otterstrøm[7]
- 1976-1988 Aksel Kjær Nielsen[8]
- 1989-1997 Ole Juul[9][10]
- 2000-2003 Jørgen Krogh[11]
- 2003-2018 Vibeke Hundborg (1952-)[12]
- 2019-2025 Karen Friis (1974-)[13][14]